# بث‌شبع
بَثْ‌شَبَع (به عبری: בת שבע) زنی در تَنَخ است. بث‌شبع ابتدا همسر اوریای حتی، یکی از نظامیان داوود در نبرد علیه امان بود (سموئیل دوم، ۱۱). هنگامی که اوریای حتی برای داوود، مشغول پیکار بود، داوود بث‌شبع را بر روی پشت بام می‌بیند که مشغول حمام کردن است. او دستور می‌دهد تا آن زن را به پیشش بیاورند و سپس با او همبستر می‌شود. بعدها به داوود اطلاع می‌دهند که بث‌شبع حامله است. از این رو داوود، اوریا را فرا می‌خواند و او را ترغیب می‌کند که به خانه برگردد تا با بث‌شبع بخوابد تا بدین طریق سؤالی دربارهٔ هویت پدر بچه ایجاد نشود. اوریا که به اورشلیم بازگشت، حاضر نشد به خانه خودش برود و با حرام کردن همبستری خود با زنش تا پایان جنگ، از این کار خودداری می‌کند. از این‌رو داوود، او را به میدان نبردی که درگیری شدیدی بوده گسیل می‌دارد به امید اینکه او کشته خواهد شد؛ و همین اتفاق هم می‌افتد. پس از آن داوود با بث‌شبع ازدواج می‌کند. اما ناتان که پیامبر بنی اسرائیل بود او را بابت خیانتش به اوریای حتی توبیخ می‌کند. بعدها، ناتان طرف بث‌شبع را گرفت و از بر تخت نشستن فرزندش سلیمان پشتیبانی نمود (پادشاهان اول، ۱:۸). بعد از مرگ داوود، بث‌شبع موافقت کرد تا درخواست آدونیا، پسر بزرگ داوود، برای آبیشاگ، همسر صیغه‌ای داوود، را به عرض سلیمان برساند. بث‌شبع علاوه بر سلیمان، حداقل سه پسر دیگر برای داوود به دنیا آورد: شیمه‌ئا، شوباب و ناتان (تواریخ اول، ۳:۵). پسر اول خیلی زود بعد از به دنیا آمدنش به خاطر گناهی که پدرش مرتکب شده بود، از دنیا رفت (سموئیل دوم، ۱۲:۱۳).

## دیدگاه اسلام
در متن قرآن دربارهٔ این واقعه در سوره «ص» آیات ۲۱ تا ۲۵ چنین نوشته شده‌است:
و آیا خبر دادخواهان چون از نمازخانه [او] بالا رفتند به تو رسید (۲۱) وقتی [به‌طور ناگهانی] بر داوود درآمدند و او از آنان به هراس افتاد گفتند مترس [ما] دو مدعی [هستیم] که یکی از ما بر دیگری تجاوز کرده پس میان ما به حق داوری کن و از حق دور مشو و ما را به راه راست راهبر باش (۲۲) این [شخص] برادر من است او را نود و نه میش و مرا یک میش است و می‌گوید آن را به من بسپار و در سخنوری بر من غالب آمده‌است (۲۳) [داوود] گفت قطعاً او در مطالبه میش تو [اضافه] بر میش‌های خودش بر تو ستم کرده و در حقیقت بسیاری از شریکان به همدیگر ستم روا می‌دارند به استثنای کسانی که ایمان آورده و کارهای شایسته کرده‌اند و اینها بس اندکند و داوود دانست که ما او را آزمایش کرده‌ایم پس از پروردگارش آمرزش خواست و به رو درافتاد و توبه کرد (۲۴) و بر او این [ماجرا] را بخشودیم و در حقیقت برای او پیش ما تقرب و فرجامی خوش خواهد بود (۲۵)
در عقیده سنتی مسلمانان، بث شبع با اوریا نامزد شده بود، ولی ازدواج نکرده بود. در نسخه دیگر از حکایت، بث شبع طلاق گرفته بود یا بیوه شده بود و اوریا برای لحظاتی زنده شد تا به داوود بگوید که او را بخشیده‌است؛ نه برای اینکه او را برای مرگ فرستاده، بلکه برای ازدواج با بیوه‌اش او را بخشیده‌است. خدا داوود را بخشید. مفسران مسلمان این روایت‌ها را قبول کرده ولی تصویر قدیمی تر از داوود در کتاب سموئیل و پادشاهان که در آن او به تجاوز و قتل متهم شده بود، را رد کردند. نخستین مفسران مسلمان این آیات را اشاره‌ای به ماجرای زنای داوود و بث‌شبع تفسیر کرده‌اند اما با گذشت زمان و به وجود آمدن مفهوم «عصمت» پیامبران نزد مسلمانان، از مرتبط دانستن این آیات با بث‌شبع فاصله گرفتند.

### دیدگاه اهل سنت
این حکایت در بسیاری از روایات اهل سنت نیز آمده‌است. البته در این روایات به هیچ رو صحبت از زنا نیست، بلکه داوود، با انگیزه ازدواج با بث‌شبع، دستور داد همسرش را به جبههٔ جنگ بفرستند؛ و چون او کشته شد، با بث‌شبع ازدواج کرد. این روایت را به واسطه اَنَس بن مالک (متوفای ۹۳) به محمد نسبت داده‌اند و از ابن‌عباس (متوفای ۶۸)، سُدّی (متوفای ۱۲۷)، حسن بصْری (متوفای ۱۱۰)، وَهْب بن مُنَبّه (متوفای ۱۱۶) و دیگران نیز روایت کرده‌اند.
گروهی از مفسران اهل سنت آیات ۲۱ تا ۲۵ از سوره «ص» را ناظر به نکوهش داوود به سبب این کار دانسته‌اند. بنابر مضمون این آیات، هنگامی که داوود به نماز ایستاده بود، دو نفر از دیوار بالا رفتند و بر او در محراب وارد شدند و دربارهٔ اختلافی که با یکدیگر داشتند، داوری عادلانه خواستند. یکی از آن دو گفت که ما دو برادریم و برادر من ۹۹ میش دارد و من یک میش، و از من می‌خواهد که آن را هم به او واگذارم. داوود این خواستهٔ برادر را ستم دانست و سپس دریافت که به آزمایش الهی مبتلا شده‌است. پس، از پروردگارش آمرزش خواست، خدا نیز خطای او را بخشید. به نظر این مفسران، آن دو تن فرشتگانی بودند که دعوایی ساختگی مطرح کرده بودند تا داوود را به خطایی که در حق اوریا کرده بود، و با داشتنِ همسران متعدد همسر دیگری گرفته بود، متوجه کنند.
اما بسیاری دیگر از مفسران و متکلمان اهل سنت این حکایت را دروغ و ساخته و پرداختهٔ حشویه می‌دانند و آیات یادشده را به گونه‌ای دیگر تبیین می‌کنند. ابن حزم آن را ساختهٔ یهود می‌داند و معتقد است که این آیات دربارهٔ تنازع دو انسان (نه دو فرشته) بر سر گوسفندان است، و استغفار داوود را در این آیه راجع به این موضوع نمی‌داند.
فخر رازی بر این نظر بوده‌است که حتی حشویه نیز، که هرگونه روایتی را می‌پذیرند، حاضر به قبول چنین نسبتی به خودشان نیستند؛ بنابراین، چگونه ممکن است چنین نسبتی به داود پیامبر داده شده باشد، در حالی که خداوند او را در آیات قبل و بعد به بیست صفت پسندیده ستوده‌است. او در تفسیر این آیات می‌گوید گروهی که قصد کشتن داوود را داشتند، برای رسوا نشدن خود این داستان را ساختند و داوود خواست آنان را مجازات کند، اما منصرف شد و از این قصدش توبه کرد. عضدالدین ایجی و  جرجانی نیز با او هم‌عقیده‌اند و جرجانی اضافه می‌کند که شاید استغفار داوود برای آمرزش گناه متعرضان بوده باشد.
البته آن گروه از علمای اهل سنت که این آیات را راجع به همان روایت داوود و همسر اوریا می‌دانند، چون معتقدند که خطای داوود از نوع گناه صغیره بوده‌است و در ارتکاب گناهان صغیره برای پیامبران اشکالی نیست، آیات مذکور را به چند گونه تفسیر کرده‌اند که این اقوال در کتاب‌ها دسته‌بندی شده‌است.

### دیدگاه شیعیان
در تفاسیر سنّی و شیعه، از علی بن ابی طالب نقل شده‌است که هر کس این ماجرا را به گونه‌ای نقل کند که قصه پردازان می‌گویند، او را ۱۶۰ ضربه تازیانه خواهد زد؛ هشتاد ضربه برای قَذْف و هشتاد ضربه برای اینکه این قذف در حق یکی از پیامبران صورت گرفته‌است. از جعفر صادق نیز علاوه براین مضمون، روایات دیگری رسیده‌است. از جمله، قمی روایتی از صادق، مطابق با روایات اهل سنت ، نقل می‌کند، لاکن علمای شیعه آن را بر تقیّه حمل کرده‌اند. علی بن موسی الرضا نیز این حکایت را تکذیب کرده و ماجرای ازدواج داود و بث‌شبع را به این صورت یاد کرده‌است که در آن روزگار مرسوم بود سربازانی که در جبهه جنگ کشته می‌شدند، همسرانشان حق ازدواج نداشتند، و چون خداوند ازدواج داود را با همسر اوریا پس از اتمام عدّه مباح کرد، این ازدواج بر مردم گران آمد.